# Theater an der Parkaue
Das Theater an der Parkaue – Junges Staatstheater Berlin in Berlin-Lichtenberg ist eines der größten Staatstheater für junges Publikum in Deutschland. Das Repertoire richtet sich an Kinder ab vier Jahren, Schulklassen aller Altersstufen, Jugendliche und junge Erwachsene, Familien sowie Individualbesucher jeden Alters.
Das Theater belegt eine Hälfte eines im beginnenden 20. Jahrhundert erbauten Schulgebäudes und wurde 1948 auf Anordnung der sowjetischen Militäradministration gegründet. Die andere Hälfte des Schulgebäudes war das Haus der Kinder bzw. das Zentralhaus der Jungen Pioniere (auch „Pionierhaus“). Das Gebäudeensemble steht unter Denkmalschutz.

## Geschichte des Hauses: Schule

### Realgymnasium
Der U-förmige Gebäudekomplex wurde 1910/1911 nach den Entwürfen des Stadtbaurates Johannes Uhlig und des Architekten Wilhelm Grieme als Höhere Knabenschule (Realgymnasium) errichtet. Architektonisch ist der viergeschossige Putzbau an die Renaissance angelehnt; ihm unmittelbar angeschlossen ist das ehemalige Rektorenwohnhaus auf der linken Seite mit einem kleinen Wandbrunnen.
Im Zuge der nationalsozialistischen Maßnahmen zur Instrumentalisierung von Bildung und Erziehung wurde die Schule am 27. Januar 1934 nach dem Reichsminister für Volksaufklärung und Propaganda Joseph Goebbels in Goebbelsschule umbenannt. 1941 fand dort die „1. Kunstausstellung des Künstlerbundes Berlin-Ost und seiner Gäste aus der Ateliergemeinschaft Klosterstraße“ statt.
Das Gebäude überstand den Krieg fast unbeschädigt.

### Haus der Kinder 1948–1950 und Zentralhaus der Jungen Pioniere 1950–1995
Nach kleineren Reparaturen und Beginn des Schulbetriebs erließ am 30. Juni 1948 die Sowjetische Militäradministration in Deutschland (SMAD) den Befehl 65, eine Anordnung zur Umwidmung des Schulgebäudes für kulturelle Zwecke. Nach Faschismus und Krieg sollten Kindern und Jugendlichen neue Kulturinhalte vermittelt und Freizeitmöglichkeiten angeboten werden.
Der Bauhausschüler Waldemar Alder und sein Partner Waldemar Heinrichs erarbeiteten die Um- und Ausbaupläne. Die neue Raumausstattung wurde in den Deutschen Werkstätten Hellerau hergestellt. Nach der Fertigstellung wurde die ehemalige Schule 1949 zum Haus der Kinder als Filiale des Hauses der Kultur der Sowjetunion. Aufgrund des Befehls 65 wurden Räumlichkeiten für Instrumentalunterricht, Chorgesang, Volkstanz, Ballett, Schauspiel, Sprachen, Geschichte, Naturkunde, Fotografie und Kunstgewerbe hergerichtet. Das Dachgeschoss wurde zu einer Miniatursternwarte ausgebaut. Werkstätten für Holz, Metall und Elektrotechnik, Ateliers für Malerei, Bildhauerei und Keramik sowie eine Bibliothek, ein Lesesaal, ein Kino und ein Theater dienten fortan der Freizeitgestaltung der Kinder und Jugendlichen.
Am 25. Mai 1950 wurde das Haus der Kinder an die DDR übergeben und erhielt den Namen Zentralhaus der Jungen Pioniere. Nach dem Weltraumflug des zweiten sowjetischen Kosmonauten German Titow und dessen Besuch in Berlin erhielt das Haus 1961 den Namen Zentralhaus der Jungen Pioniere „German Titow“.
Etwa um 1980 hatte der Magistrat von Berlin dem Pionierhaus ein ausgedientes sowjetisches Flugzeug zur Verfügung gestellt, das auf einer Freifläche neben dem Gebäude aufgestellt wurde und unter anderem ein Kosmonautenstudio beherbergte.

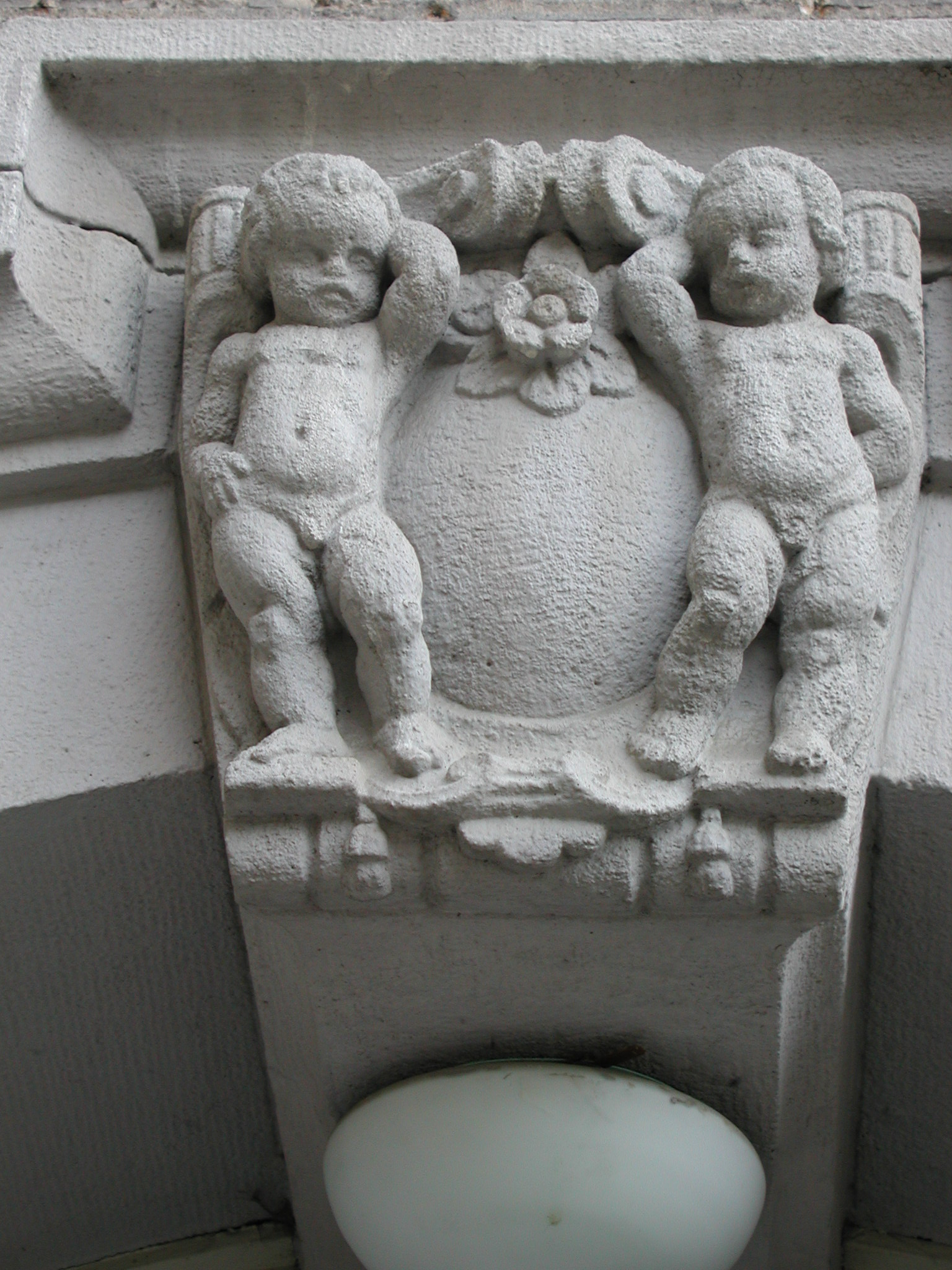
Alter figürlicher Schmuck über dem Eingang der heutigen Hochschule für Schauspielkunst

Bis zur politischen Wende in der DDR diente das Pionierhaus vielen Arbeitsgemeinschaften als Heimstatt. Im Jahr 1982 besuchten mehr als 2.000 Kinder regelmäßig und kostenlos die 130 Arbeitsgemeinschaften, zu denen Elektrotechnik, Chemotechnik, Schiffsmodellbau, Pionierfahrschule, Klub der Kosmonauten, Klub Internationale Freundschaft, Arbeitsgemeinschaft Kunsterziehung, Sinfonieorchester, Volksinstrumentenorchester, Tanz, Ballett, Chor, Pioniertheater, Kabarett, Puppentheater, Schattenspiel, Naturwissenschaft, Schach, Philatelie, Junge Historiker, Tierzucht, verschiedene Sportgruppen gehörten. 38 hauptamtliche und 90 ehrenamtliche Pädagogen leiteten die Interessengruppen. Im Jahresdurchschnitt zählte das Pionierhaus 360.000 junge Besucher, aber auch ausländische Gäste, die sich über diese Freizeitangebote informieren konnten.
Als das Pionierhaus 1990 aufgelöst wurde, gab es kurzzeitig unterschiedliche Nutzungen, so siedelte sich in einigen Räumen die Musikschule Lichtenberg an, Jugendklubs mieteten Räume, jedoch standen viele Räume leer. Das Kosmonautenstudio-Flugzeug entschwand.

### Hochschule für Schauspielkunst undDas Weite Theater
Der Studiengang Puppenspielkunst der Hochschule für Schauspielkunst „Ernst Busch“ Berlin sowie der Verein Das Weite Theater für Puppen und Menschen e. V. (seit 2003) fanden nun in den Räumen eine neue Unterkunft.

## Geschichte des Hauses: Theater

### Theater der Freundschaft (1948–1991)

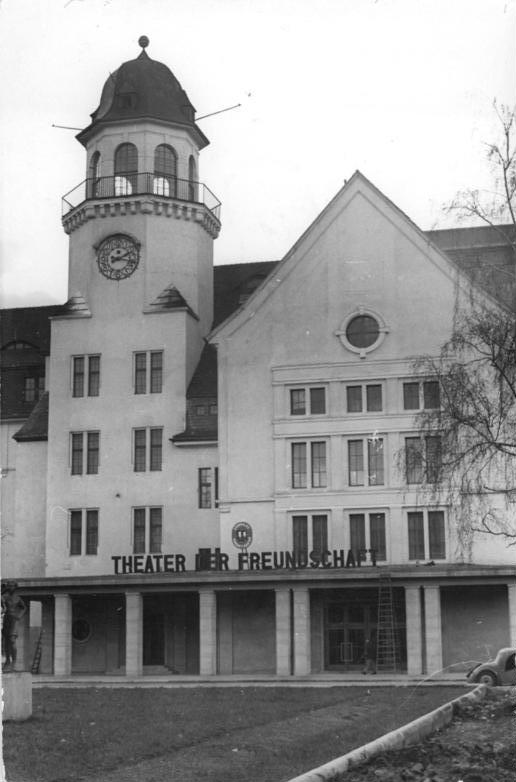
Theater der Freundschaft, 1950

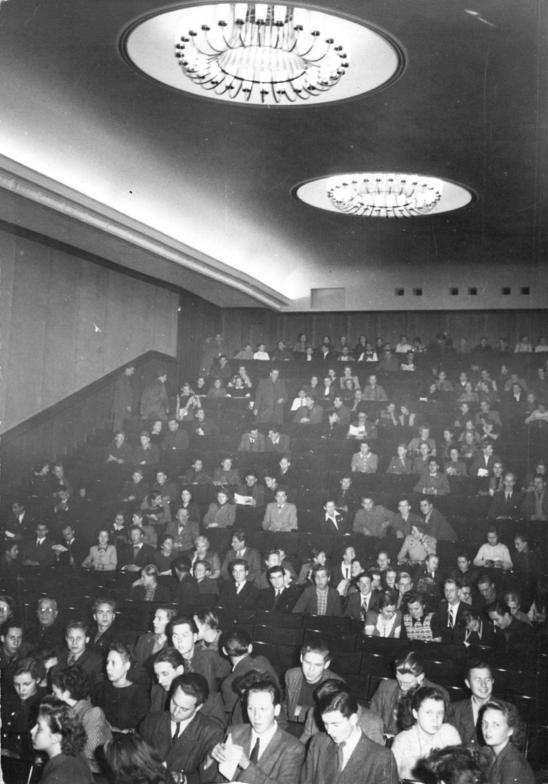
Zuschauerraum des Theaters der Freundschaft 1950

Der rechte (südliche) Flügel des Gebäudes, mit der ehemaligen Aula, wurde durch die Umwidmung ein Kinder- und Jugendtheater, das den Namen Theater der Freundschaft erhielt.
Zur Eröffnung des neuen Theaters war die Aufführung von Du bist der Richtige durch den ersten Intendanten Hans Rodenberg geplant, sie musste jedoch auf Grund von Problemen bei der Materialbeschaffung verschoben werden. (Das Stück wurde im Theater des Hauses der Sowjetischen Kultur (ab 1952 dann Maxim-Gorki-Theater) gespielt). Das neue Theater der Freundschaft wurde am 16. November 1950 eingeweiht.
Im Jahr 1980 erhielt der Platz vor dem Theater den Namen Hans-Rodenberg-Platz zu Ehren des ersten Theaterintendanten. Er wurde 1995 umbenannt.

### carrousel Theater an der Parkaue - nach der Wende (1991–2005)
Unter der Intendanz von Manuel Schöbel und Chefregisseur (1992–1997) Peter Schroth erweiterte das Theater sein Repertoire auf bis zu 30 Inszenierungen für alle Altersgruppen auf drei Bühnen, das Haus öffnete sich bisher ungespielter westeuropäischer Dramatik. Ein Abendspielplan wurde etabliert und Spektakel-Formen erprobt (Schulhofgeschichten: Die sieben Autoren wurden dafür mit dem Brüder-Grimm-Preis des Landes Berlin geehrt, Schwarze Nächte, Grimm Total). Die Theaterpädagogik, bereits im Theater der Freundschaft unter Kristin Wardetzky im Zentrum der Arbeit, wurde zu einer spielpädagogischen Abteilung umgebaut. Unter dem neuen Namen carrousel Theater an der Parkaue (1991) wurde das Theater zum Hauptveranstaltungsort des Deutschen Kinder- und Jugendtheater-Treffens „Augenblick mal!“, das durch das Kinder- und Jugendtheaterzentrum der Bundesrepublik Deutschland alle zwei Jahre durchgeführt wird.
Gemeinsam mit der Chefdramaturgin Odette Bereska und dem Marketing-Direktor Dirk Neldner machte Schöbel das Theater zu einem Zentrum Internationaler Kulturprojekte (European Schoolyard Stories 1999/2000, Kinderspiel-Out of Bounds: Koproduktion mit dem Australischen ATYP für das Sydney Festival 2002, Magic Net 2001–2005). 2004 riefen die Pläne des Berliner Senats, die Zuschüsse für das Kinder- und Jugendtheater des Landes Berlin um die Hälfte zu kürzen, heftige Gegenwehr hervor. Nachdem Demonstranten unter dem Stichwort „Ganze Menschen brauchen ganzes Theater“ protestiert hatten, nahm der Senat seine Pläne zurück.

### Theater an der Parkaue (ab 2005)

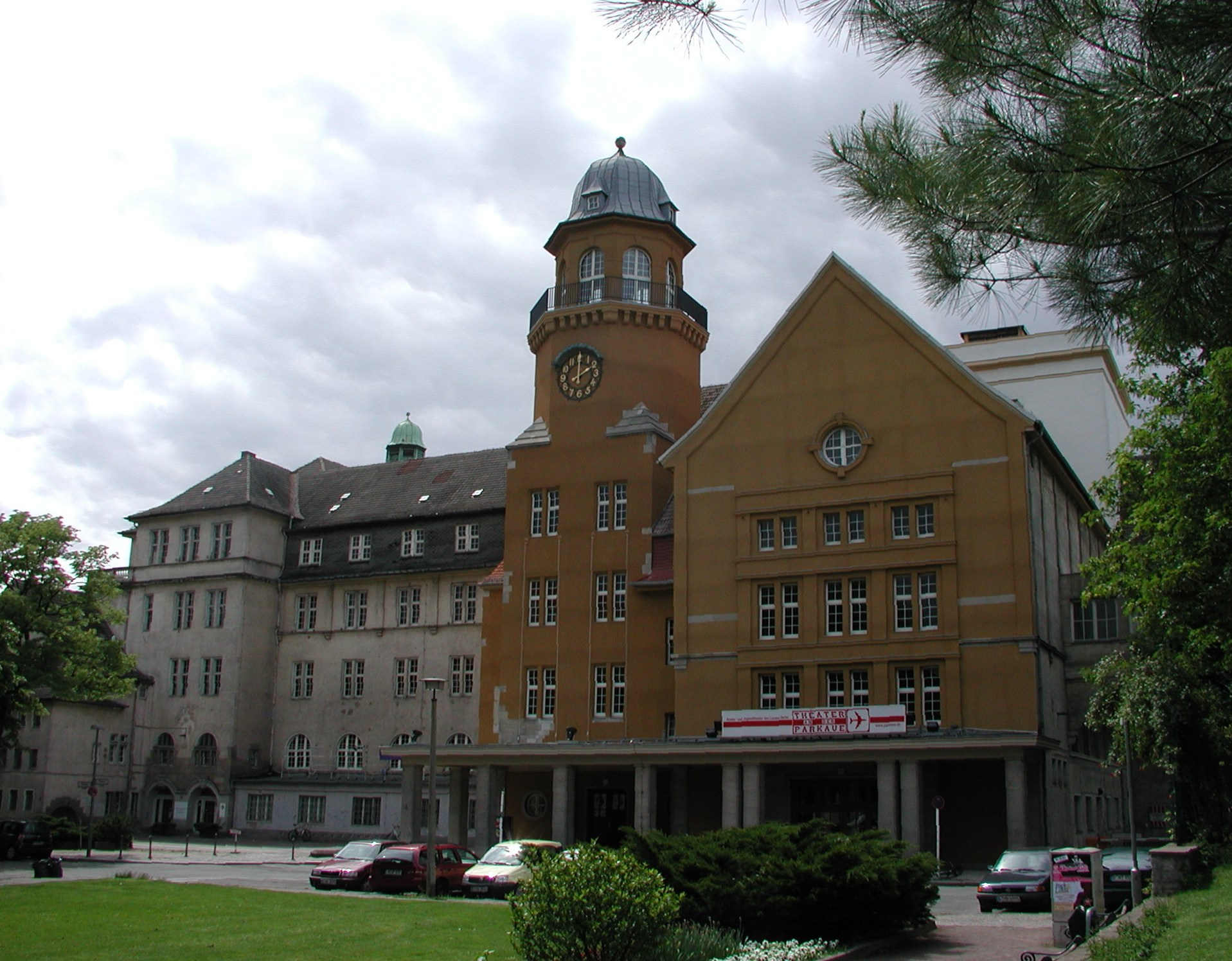
Gebäude mit vorherigem Schriftzug und Flugzeug-Symbol im Mai 2007

Mit der Berufung Kay Wuscheks zum Intendanten und von Sascha Bunge zum Oberspielleiter erhielt das Theater entsprechend seiner Postadresse im August 2005 den Namen Theater an der Parkaue. Hier sind etwa 90 Mitarbeiter, darunter 17 Ensembleschauspieler, tätig (Stand Ende 2015).
Zu den Angeboten des Theaters gehören Projekte wie das House of Many, in dem Kinder und Jugendliche die Gelegenheit haben, künstlerisch zu arbeiten sowie vier Theaterclubs und Workshops, die sich mit Tanz, Text, Spiel, Performance und Theatermitteln beschäftigen.
Das Theater an der Parkaue gehört zu den vier subventionierten, als Regiebetriebe geführten Sprechbühnen Berlins (zusammen mit Maxim-Gorki-Theater, Volksbühne, Deutsches Theater). Sie werden von Staatstheaterintendanten geleitet. Andere Sprechbühnen wie die Schaubühne, das Berliner Ensemble und das Grips-Theater sind zwar Privatbühnen, erhalten aber auch Zuschüsse aus dem Berliner Kulturfonds.
Die Sanierung und Grundinstandsetzung des Gebäudes erfolgt in drei Bauabschnitten bei laufendem Betrieb. Der erste wurde im September 2017 abgeschlossen, im zweiten ist bis zum Sommer 2024 eine bauliche, sicherheitstechnische und energetische Sanierung des Hauses 1, des Bühnenturms und des Ballettsaals vorgesehen. Der daran anschließende dritte Bauabschnitt bis Ende 2025 umfasst den Abriss und Neubau des Hauses 5 sowie einen Anbau an Haus 4.

## Intendanten und Oberspielleiter (Auswahl)

### Theater der Freundschaft
Das Theater der Freundschaft hatte im Lauf seiner Geschichte folgende Intendanten: Hans Rodenberg (1950–1952), Paul Lewitt (1952–1953) und Josef Stauder (1953–1959). Ilse Rodenberg übernahm 1959 für fast 15 Jahre die Intendanz des ersten reinen Kinder- und Jugendtheaters in Ost-Berlin. Ab 1973 folgten Klaus Urban, Siegfried Wein und Siegfried Nürnberger als Intendanten sowie Horst Hawemann, Wolfgang Engel, Mirjana Erceg, Carl-Herrmann Risse und Konrad Zschiedrich als Regisseure an dieser Bühne. Generationen von Kindern und Jugendlichen besuchten die vielfältigen Vorstellungen, die häufig von Nachwuchsschauspielern gestaltet wurden.

### Carrousel und Theater an der Parkaue
Ab 1991 übernahm Manuel Schöbel das Amt des Theaterintendanten, Peter Schroth war fünf Jahre lang (1992–1997) Chefregisseur.
Nach der Namensänderung von Carrousel in Theater an der Parkaue im August 2005 berief die Senatsverwaltung für Kultur Kay Wuschek zum Intendanten, Sascha Bunge zum Oberspielleiter und Karola Marsch zur Leiterin Dramaturgie und Theaterpädagogik. Bunge verließ das Haus im Sommer 2014, seine Nachfolger waren Katrin Hentschel (bis 2017) und Volker Metzler (bis 2019). Wuschek übte seine Funktion bis 2019 und Marsch bis 2020 aus. Nach dem Bekanntwerden von Vorfällen rassistischer Diskriminierung in der Inszenierung Die Reise um die Erde in 80 Tagen unter der Regie von Volker Metzler trat Wuschek Monate später aus gesundheitlichen Gründen zurück.
Zur Weiterführung des Theaters und seines Ensembles wurde Florian Stiehler im Sommer 2019 als Interimsleiter eingesetzt. Er führte unter anderem Workshops für die Belegschaft ein, die das Thema Rassismus und Antidiskriminierung zum Inhalt hatten sowie die Anti-Diskriminierungsklausel.
Ab Oktober 2020 wurde eine Doppelleitung eingesetzt, eine Intendantin und ein Oberspielleiter, die vertragsmäßig gleichberechtigte Leiter des Hauses sind. Die neuen Verantwortlichen sind Christina Schulz, die ab 2009 Leiterin der Bundeswettbewerbe bei den Berliner Festspielen war und Alexander Riemenschneider, der zuvor als Regisseur am Deutschen Theater tätig war.